# المنهجية الاقتصادية

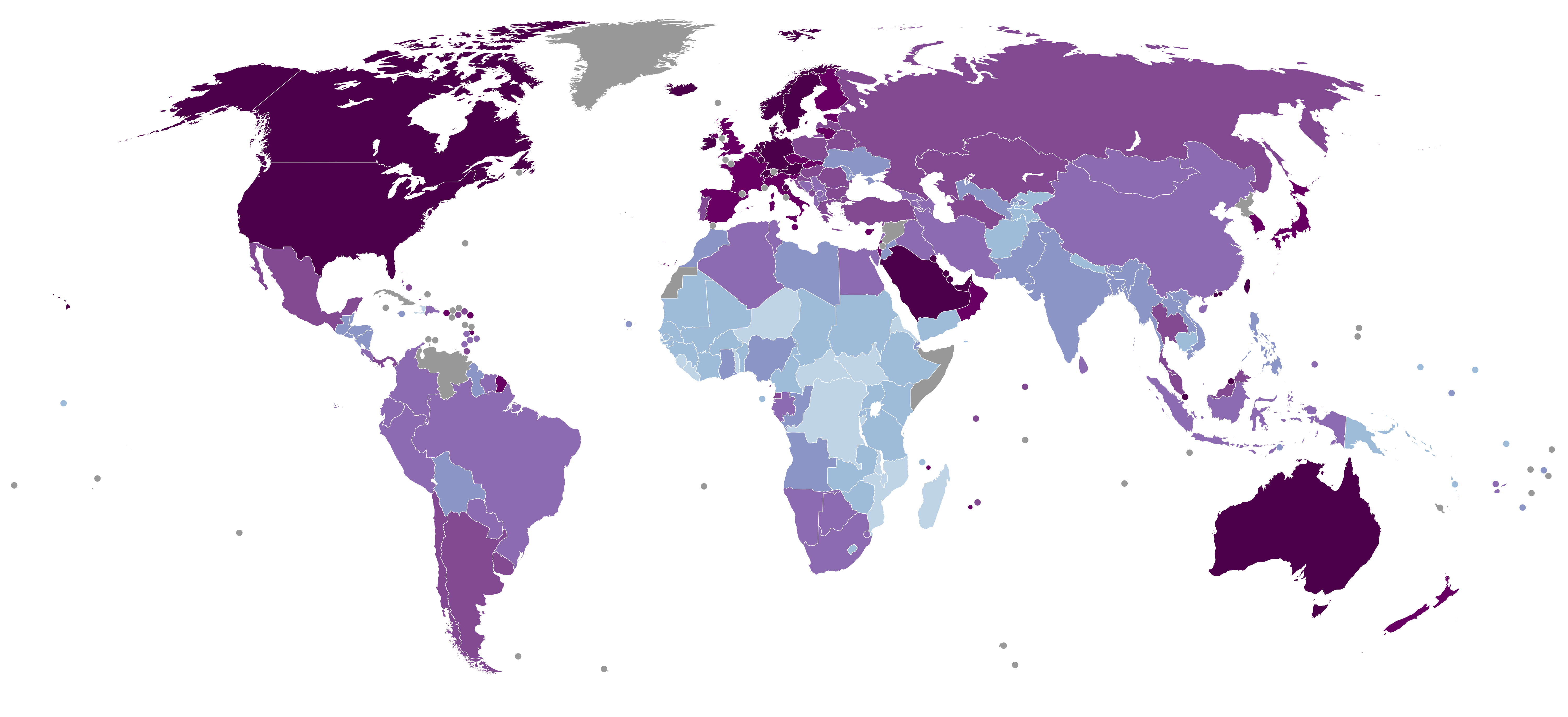

المنهجية الاقتصادية هي دراسة الأساليب، وخاصة المنهج العلمي، فيما يتعلق بالاقتصاد، بما في ذلك المبادئ التي تستند إليها المنطق الاقتصادي. في اللغة الإنجليزية المعاصرة، قد تشير «المنهجية» إلى الجوانب النظرية أو المنهجية لأي طريقة (أو عدة طرق). تتناول الفلسفة والاقتصاد أيضًا المنهجية عند تقاطع الموضوعين.

## نطاق
تشمل القضايا المنهجية العامة أوجه التشابه والتباين في العلوم الطبيعية وغيرها من العلوم الاجتماعية، ولا سيما:
- تعريف الاقتصاد [2]
- نطاق الاقتصاد على النحو المحدد في أساليبها [3]
- المبادئ الأساسية والأهمية التشغيلية للنظرية الاقتصادية [4]
- الفردية المنهجية مقابل الشمولية في الاقتصاد [5]
- دور تبسيط الافتراضات مثل الاختيار العقلاني والربح وتعظيم في تفسير أو توقع ظواهر [6]
- الاستخدامات الوصفية / الإيجابية، الوصفية / المعيارية، والتطبيقية [7][8]
- الوضع العلمي [9] وتوسيع مجال الاقتصاد [10]
- القضايا الحاسمة لممارسة وتقدم الاقتصاد القياسي [11]
- توازن المقاربات التجريبية والفلسفية [12]
- دور التجارب في الاقتصاد [13]
- دور الرياضيات والاقتصاد الرياضي في الاقتصاد [14]
- الكتابة [15] وخطاب الاقتصاد [16]
- العلاقة بين النظرية والملاحظة والتطبيق والمنهجية في الاقتصاد المعاصر.[17]

انتقلت المنهجية الاقتصادية من الانعكاسات الدورية للاقتصاديين على الأسلوب إلى حقل بحث متميز في الاقتصاد منذ السبعينيات. في أحد الاتجاهات، امتد إلى حدود الفلسفة، بما في ذلك علاقة الاقتصاد بفلسفة العلوم ونظرية المعرفة  في اتجاه آخر للفلسفة والاقتصاد، يتم التعامل مع الموضوعات الإضافية بما في ذلك نظرية القرار والأخلاق.

## روابط خارجية
- مجلة المنهجية الاقتصادية - صفحة @ EconPapers
- دانييل م. هوسمان، فلسفة الاقتصاد (مع التركيز على المنهجية)، موسوعة ستانفورد للفلسفة
- ميلتون فريدمان، «منهجية الاقتصاد الإيجابي»